# 阿布哈茲LGBT權益
阿布哈兹的LGBT 人群面临着非LGBT居民所没有的法律挑战。

## 关于同性性行为的法律
1933年，在全苏联的刑法中增加了第121条，明令禁止男同性恋，最高可判处五年徒刑。1991年1月1日，阿布哈兹苏维埃社会主义自治共和国将同性性交合法化。